# Leão de Veneza

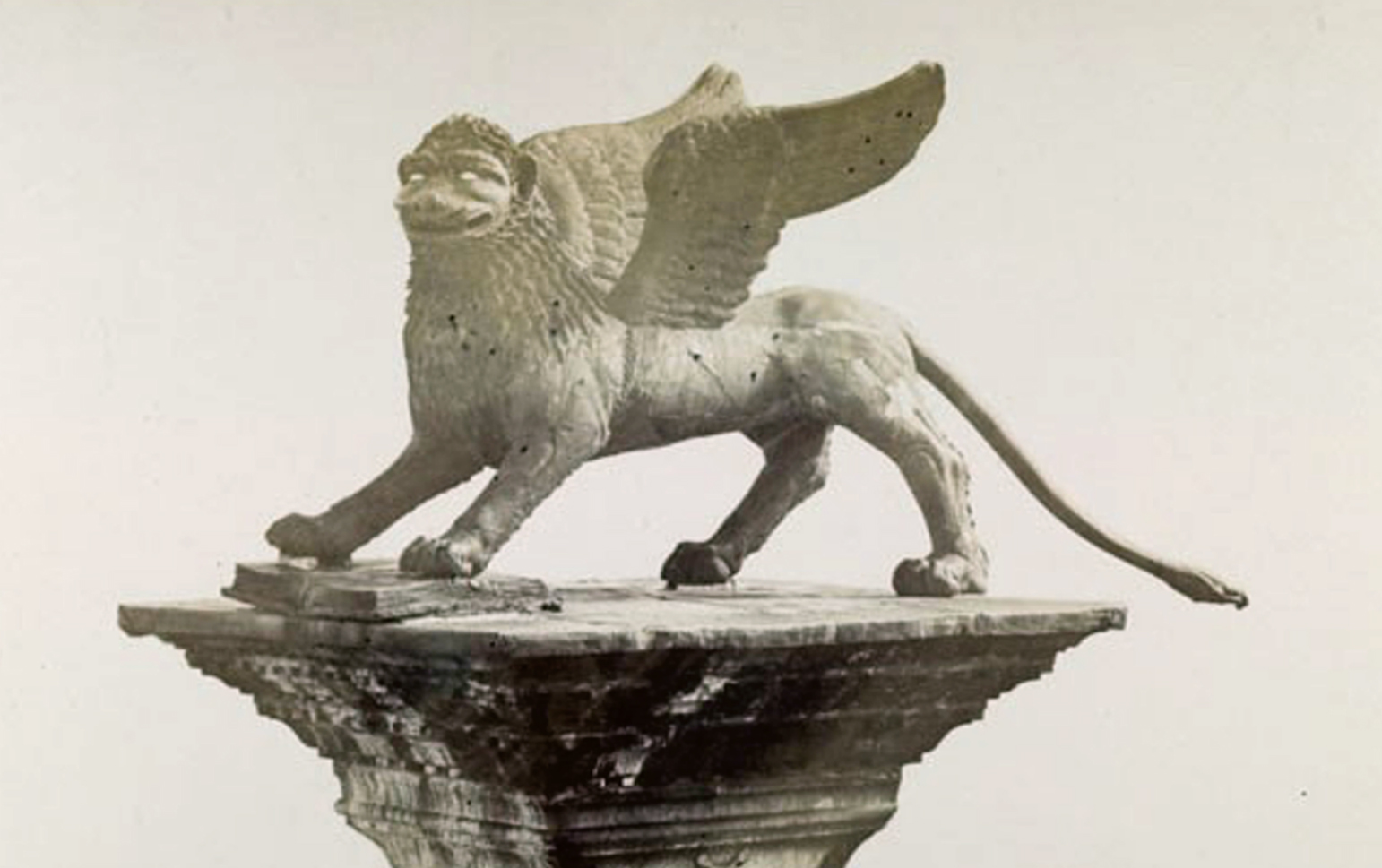
O leão no século XIX

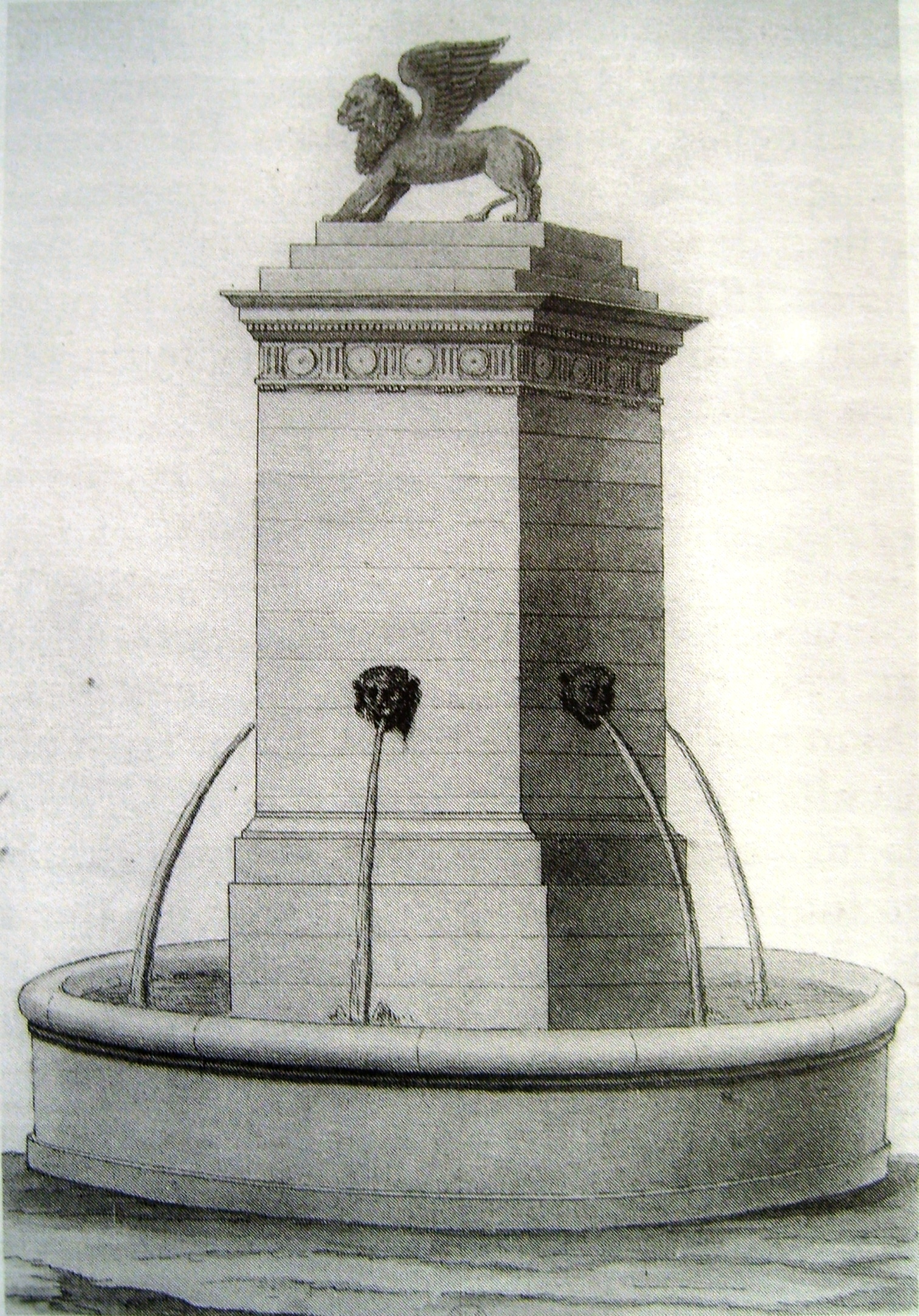
O leão na fonte parisiense

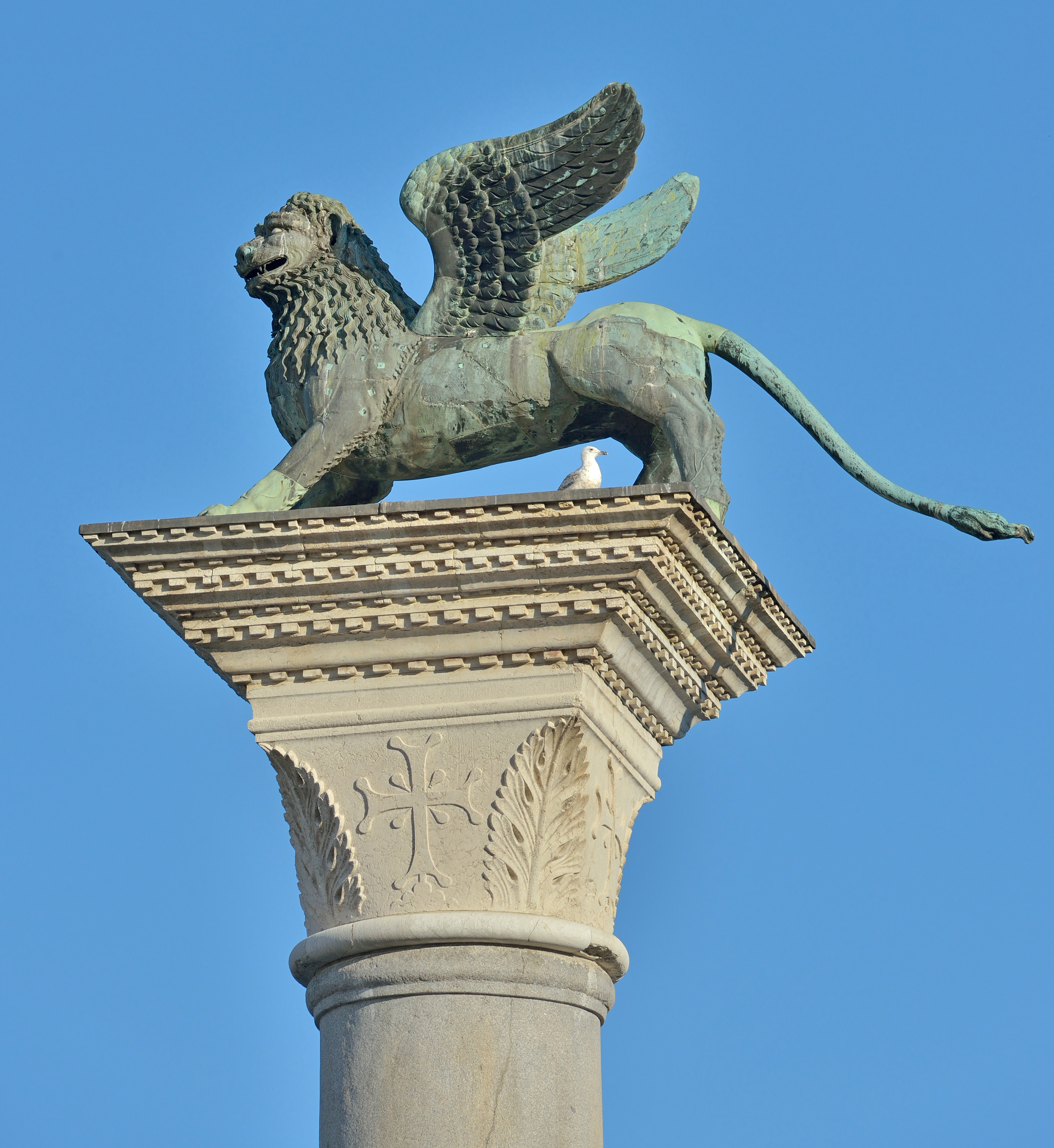
Uma vista recente

O Leão de Veneza é uma estátua de bronze na forma de um leão alado instalada no topo de uma coluna na Piazzetta, um espaço adjacente à Praça de São Marcos em Veneza. É o mais conhecido símbolo da cidade.
O leão está de pé, tem asas e um livro sob suas patas dianteiras. Suas origens são desconhecidas. Seu primeiro registro está em um documento de 1293 do Grande Conselho, ordenando que fosse restaurado ou "adaptado" (a palavra usada, aptari, tem tradução dúbia), mas a obra não é descrita. Parece que era dourado nesta época. A coluna onde se assenta é de granito, produzida no Egito, e segundo a tradição foi levada a Veneza em 1172, quando foi acrescentado um capitel ornamental. Presume-se que o leão tenha sido instalado pouco depois. O atual Leão de Veneza é o produto de diversos restauros e modificações ao longo dos séculos. Pelo menos quatro intervenções foram detectadas como tendo ocorrido até o fim do século XVIII. Só permanecem originais a cabeça, o peito, partes dos flancos e partes das pernas.
As pesquisas para determinar sua origem e datação foram inconclusivas, mas parece certo que não se trata de obra veneziana medieval, e sim bem mais antiga. Até a década de 1990, quando uma equipe liderada por Bianca Maria Scarfì conduziu o mais detalhado e científico projeto de estudo da obra, foram propostos vários locais de procedência — China, Índia, Etrúria, Assíria, Báctria ou Império Sassânida — mas em geral se pensava que tinha uma origem similar aos Cavalos de São Marcos, produzidos em algum lugar do mundo greco-helenístico e saqueados de Constantinopla em 1204. O leão poderia ter sido parte do mesmo saque. O estilo do corpo foi interpretado como tendo influência grega, mas a cabeça é distante dos padrões naturalistas cultivados na Grécia pós-clássica, e pareceu dever-se a uma influência oriental, o que não chega a ser uma contradição, havendo nesta época grande entrecruzamento de tendências diversificadas entre a região grega propriamente dita e áreas do Oriente Médio. Scarfì, por sua vez, alegando haver muitas evidências, propôs que tenha sido criada em torno de 300 a.C. e instalada em um monumento em Tarso, na Cilícia, dedicado ao deus Sandes, patrono da cidade, que tradicionalmente era representado sobre um leão alado e chifrudo. Defeitos na cabeça do Leão de Veneza foram interpretados como o local de onde teriam saído os ditos chifres, mais tarde supostamente removidos para adaptá-lo ao novo uso. As conclusões de Scarfì foram apoiadas por instâncias oficiais venezianas e foram muito divulgadas na imprensa, mas não se tornaram um consenso científico e sua origem continuou controversa. Em 2024 uma análise dos marcadores isotópicos do metal das partes originais sugeriu como sua possível origem minas chinesas existentes ao longo do Rio Yangtzé, ressuscitando a hipótese de que seja uma produção oriental, que tem algum apoio histórico, pois desde as primeiras viagens da família de Marco Polo na década de 1260 os venezianos estabeleceram contato com o extremo oriente e o leão poderia ter sido trazido por eles, e a obra só é registrada em Veneza a partir de 1293. Contudo, o estudo não foi conclusivo, pois não existe um banco de dados completo das jazidas mundiais e depósitos nos Bálcãs também mostraram marcadores compatíveis, impedindo a identificação definitiva da origem do metal.
Depois que Veneza ganhou sua autonomia administrativa e política, São Marcos foi eleito patrono da cidade, substituindo o antigo, São Teodoro, que pertencia ao período do domínio bizantino. O leão foi associado a Marcos na tradição bíblica e aparece em uma lenda veneziana, narrando que o santo havia naufragado ao largo da costa e teria encontrado abrigo nas praias da laguna. Um anjo em forma de leão alado teria aparecido para confortá-lo, dizendo as palavras Pax tibi Marce, evangelista meus. Hic requiescet corpus tuum (A paz esteja contigo, Marcos, meu evangelista. Aqui teu corpo repousa). A lenda sobre o santo reza que ele foi martirizado no Egito, e a tradição veneziana foi reforçada quando despojos de um santo que se acreditava ser São Marcos foram roubados no Egito em 828 e levados para Veneza por alguns mercadores. Em sua homenagem a grande Basílica de São Marcos foi erguida, e desde então o santo e o leão alado ficaram indissoluvelmente vinculados a Veneza. A primeira frase do anjo tradicionalmente se repete nas representações marcianas e foi inscrita no livro que o leão da Piazzetta tem debaixo de suas patas. Imagens do Leão de São Marcos se multiplicaram nas cidades sob o domínio veneziano desde meados do século XIII, em moedas, estandartes, estátuas, pinturas e relevos, tornando-se o símbolo por excelência da República. 
Quando Napoleão derrotou a República de Veneza em 1797, o leão da Piazzetta foi baixado da coluna e levado a Paris junto com outros espólios de guerra, mas sofreu sérios danos durante o transporte. Foi exposto no Museu do Louvre e depois de restaurado foi instalado no topo de uma fonte diante do Palácio dos Inválidos. A peça foi reclamada pelos venezianos em 1815, mas nenhum operário francês se dispôs a removê-la, não desejando privar a França de tão precioso tesouro. Foram então contratados operários austríacos, e no meio do trabalho de desmontagem o leão foi derrubado, não se sabe se por acidente ou por intenção, e despedaçou-se. Sendo obra carregada de associações políticas, o desastre suscitou gritos de júbilo na multidão que assistia.
Devolvido enfim a Veneza em pedaços, algumas partes se perderam no caminho, inclusive as asas, a cauda, o livro, partes das pernas e um fragmento do topo da cabeça. Um restauro foi encomendado ao escultor Bartolomeo Ferrari, que o recompôs e reintegrou as partes ausentes sem muita habilidade. A cauda foi sensivelmente modificada, sendo estendida para trás. Antes se enrolava debaixo das pernas traseiras. As asas também sofreram mudanças importantes em seu formato e detalhamento, e o livro foi reconstruído em chumbo. Depois voltou ao topo da coluna. Em 1892 foi submetido a uma restauração completa por Giacomo Boni, que fez um trabalho primoroso.
No início da II Guerra Mundial foi removido e escondido por razões de segurança, e antes de sua reinstalação em 1945 passou por novo restauro. Outro iniciou em 1985, e levou anos para ser concluído. Porém, a maioria das reintegrações do século XIX não foi removida — a cauda, as asas e parte das patas — cujos elementos originais se perderam. Em 1990 foi levado para ser exposto em Amsterdã e Londres, coincidindo com a visita do presidente italiano. Voltou a Veneza em 1991, sendo recolocado na coluna em meio a grandes festejos.